# Amakundi, Molakalmuru
Amakundi là một làng thuộc tehsil Molakalmuru, huyện Chitradurga, bang Karnataka, Ấn Độ.